# Wodka Lemon
Wodka Lemon ist ein 2003 produzierter Film des kurdischen Regisseurs Hiner Saleem.

## Handlung
Die Geschichte spielt in einem kurdisch-jesidischem Dorf in Armenien, das wirtschaftlich durch den Zusammenbruch der Sowjetunion leidet. Der kurdische Witwer Hamo, Vater dreier Söhne, besucht täglich das Grab seiner Frau. Auf dem Friedhof lernt er die ebenfalls verwitwete Nina, die in einer örtlichen Bar namens Wodka Lemon arbeitet, kennen. Das Wodka Lemon steht kurz vor dem Aus. Die beiden Mittellosen beginnen eine unerwartete Beziehung, die die beide wieder Leben lässt.

## Auszeichnungen
- Bester Film im Nebenwettbewerb Controcorrente, Internationale Filmfestspiele von Venedig 2003
- Jury Award, Feature Film/Best Actor, Newport Beach Film Festival 2004
- Grand Prize, Jury Prize und Best Photography, Mons International Festival of Love Films 2004
- Don-Quijote-Preis auf dem norwegischen Tromsø Internasjonale Filmfestival 2004
- Nominiert für den Besten Film 2003, Bangkok Film Festival 2004

## Trivia
Trotz der gewonnenen Preise konnten die Produzenten den Film nicht als französischen Film anerkennen lassen, weil im Film zu wenig Französisch gesprochen wurde. Die französischen Verantwortlichen stellten fest, dass 41 Wörter fehlten, um den Film als französischen Film gelten zu lassen. Dieser Rückschlag führte die produzierende Firma Dulciné Films in den Bankrott.
Hiner Saleem spielt in dem Film eine kleine Rolle.